# 青年義大利
青年義大利（義大利語：La Giovine Italia）是意大利統一時期的政治運動，它於1831年由朱塞佩·馬志尼發起。離開意大利幾個月後，馬志尼在1831年6月寫信給薩丁尼亞王國國王查爾斯·阿爾伯特，要求他團結意大利各邦国並領導這個國家走向统一。一個月後，他確信自己的提議沒有被國王接納，於是在馬賽發起了青年義大利運動。這一運動隨即傳播到歐洲的其他國家 。該運動的目標是通過在意大利的林立的落後小國和奧地利占領的義大利土地上發動全面起義，以建立一個統一的意大利國家。馬志尼認為，一場民眾起義將創造一個統一的意大利。青年義大利運動目標的口號是“团结、力量和自由”。該口号也可以在代表國家統一的意大利三色國旗中找到。
1833年左右，該運動已擁有大約6萬名成員。同年，許多在薩瓦省和皮埃蒙特策劃叛亂的成員被薩丁尼亞王國的警察逮捕並處決。在奧地利，參加或牽扯入該運動被視為叛國，可處以死刑。
1834年2月，馬志尼及其追隨者在皮埃蒙特和薩伏依地區再次起義並失敗，該運動消失了一段時間，於1838年在英格蘭再次出現。青年義大利黨人在西西里島、阿布魯齊、托斯卡納，倫巴第-威尼西亞、羅馬涅（今艾米利亞-羅馬涅東部地區）、博洛尼亞都發動了起義，但均以失敗告終。
在1853年，於米蘭對奧地利帝國的最後一次起義失敗之後，馬志尼的運動基本上式微，這粉碎了意大利民主人士對皮埃蒙特君主制的希望。1860年，在加富爾伯爵的領導下實現了全國統一。
青年意大利最著名的成員是朱塞佩·加里波第。他在通過日內瓦的社會和政治改革與馬齊尼會面之後，於1833年左右加入了運動。此外，他也參與了由馬志尼領導的皮埃蒙特起義。起義失敗後，加里波第被判處死刑，他隨後逃到了馬賽。
後來，從19世紀中葉到20世紀後期的去殖民化時期，歐洲和歐洲的殖民地也出現了類似的青年民族主義運動。